# Ordinariato Pessoal da Cátedra de São Pedro
O Ordinariato Pessoal da Cátedra de São Pedro (Ordinariatus Personalis Cathedrae Sancti Petri) é uma jurisdição eclesiástica da Igreja Latina ou ordinariato pessoal da Igreja Católica para convertidos anglicanos e metodistas nos Estados Unidos e Canadá. Isso permite que esses paroquianos mantenham elementos da liturgia e da tradição anglicana em seus serviços. O ordinariato foi estabelecido pelo Vaticano em 2012.
Com sede em Houston, Texas, com a Catedral de Nossa Senhora de Walsingham como igreja principal, o ordinariato inclui 41 paróquias e missões com mais de 6.000 membros nos Estados Unidos e Canadá.
O ordinariato está sob a autoridade direta ( isenta ) do Vaticano. Ex-membros de comunhões de "herança anglicana", como a Igreja Unida do Canadá, estão incluídos. A liturgia do ordinariato, conhecida como Uso Anglicano, é uma forma do Rito Romano com a introdução de elementos católicos e anglicanos tradicionais ingleses. Também chamada de "Culto Divino" ou "Uso Ordinariato", a Missa é celebrada segundo o Culto Divino: O Missal e as horas canônicas segundo o Culto Divino: Ofício Diário.
O ordinariato se descreve como “uma estrutura, semelhante a uma diocese, que foi criada pelo Vaticano em 2012 para ex-comunidades anglicanas e clérigos que buscam se tornar católicos. Uma vez católicas, as comunidades conservam muitos aspectos de sua herança, liturgia e tradições anglicanas". Também foi descrito como "um tipo especial de diocese confinado a um território nacional específico – muito parecido com um ordinariato militar que serve membros das forças armadas nacionais".
O território ordinariato original era o mesmo da Conferência dos Bispos Católicos dos Estados Unidos (USCCB). No entanto, o Vaticano anunciou em 7 de dezembro de 2012 que, após consultar a Conferência Canadense dos Bispos Católicos (CCCB), estava estendendo o ordinariato para incluir o Canadá. Consequentemente, o chefe do ordinariato é um membro pleno da USCCB e da CCCB.

## Estrutura
Segundo o decreto de sua ereção, o ordinariato equivale juridicamente a uma diocese. Os paroquianos são conduzidos por um ordinário nomeado diretamente pelo papa. O ordinário pode ser bispo, se celibatário, ou sacerdote, se casado.
Inicialmente, o Vaticano nomeava todos os ordinários casados como protonotários apostólicos – ou seja, monsenhores do mais alto escalão – logo após as respectivas nomeações para aquele ofício. No caso de um ordinário que seja protonotário apostólico, o ordinário detém o mesmo poder de governo sobre o ordinariato que um bispo diocesano exerce sobre uma diocese. A única diferença prática é que um bispo pode ordenar clérigos para o ordinariato pessoalmente, enquanto um não bispo ordinário deve pedir a um bispo que ordene clérigos. Em 2016, o ordinariato tornou-se o primeiro ordinariato pessoal a receber um bispo com a ordenação episcopal e posse de Steven J. Lopes, um bispo, como seu segundo ordinário.
O ordinário de um ordinariato é canonicamente equivalente a um bispo diocesano e, portanto, usa o mesmo traje eclesiástico e usa as mesmas insígnias pontifícias (mitra, báculo, cruz peitoral e anel episcopal) como um bispo diocesano, mesmo que não seja bispo. O ordinário é também, ex officio, membro pleno da(s) conferência(s) episcopal(is) do território do ordinariato.

## História

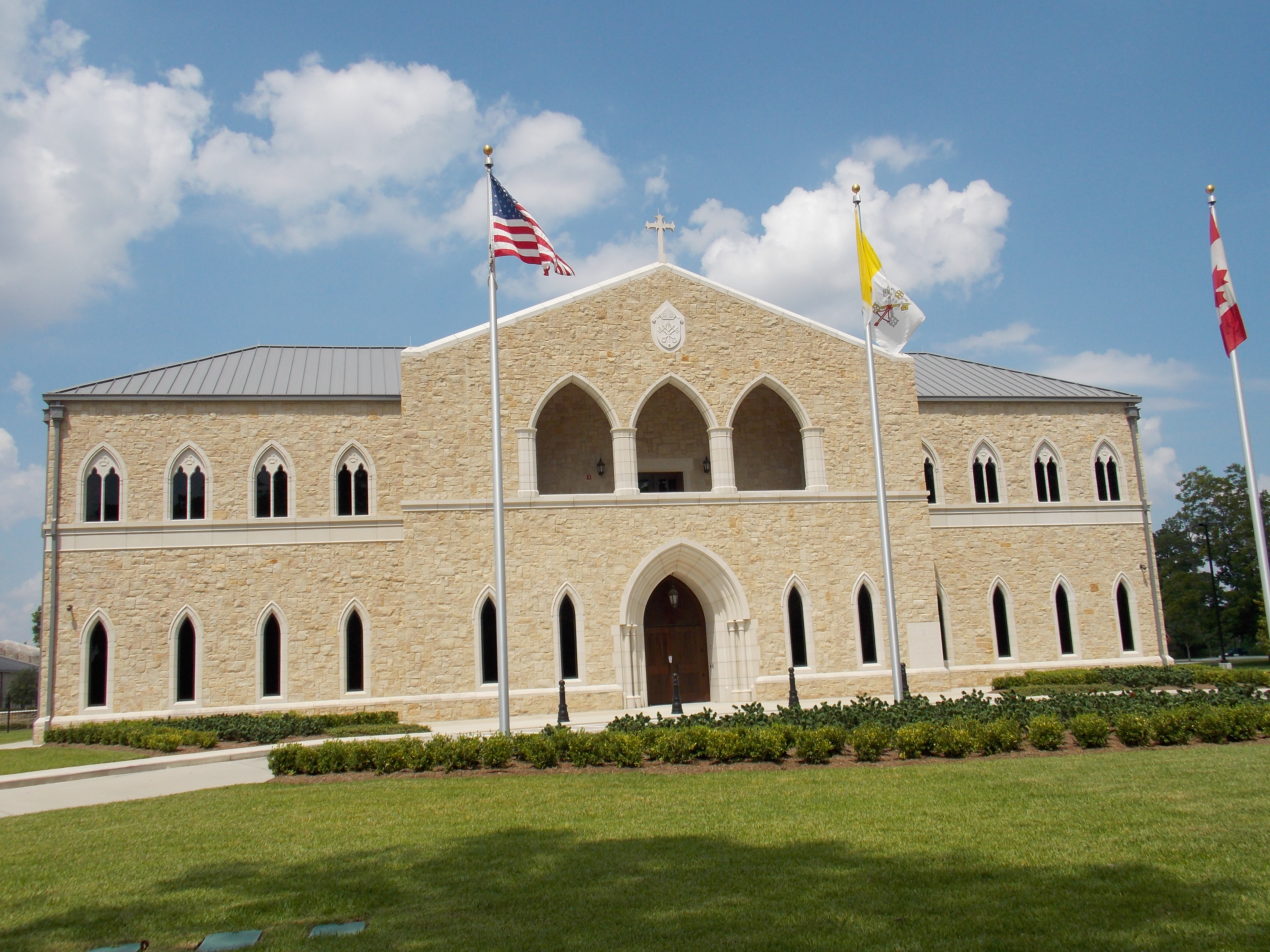
Prédio da chancelaria em Houston, Texas

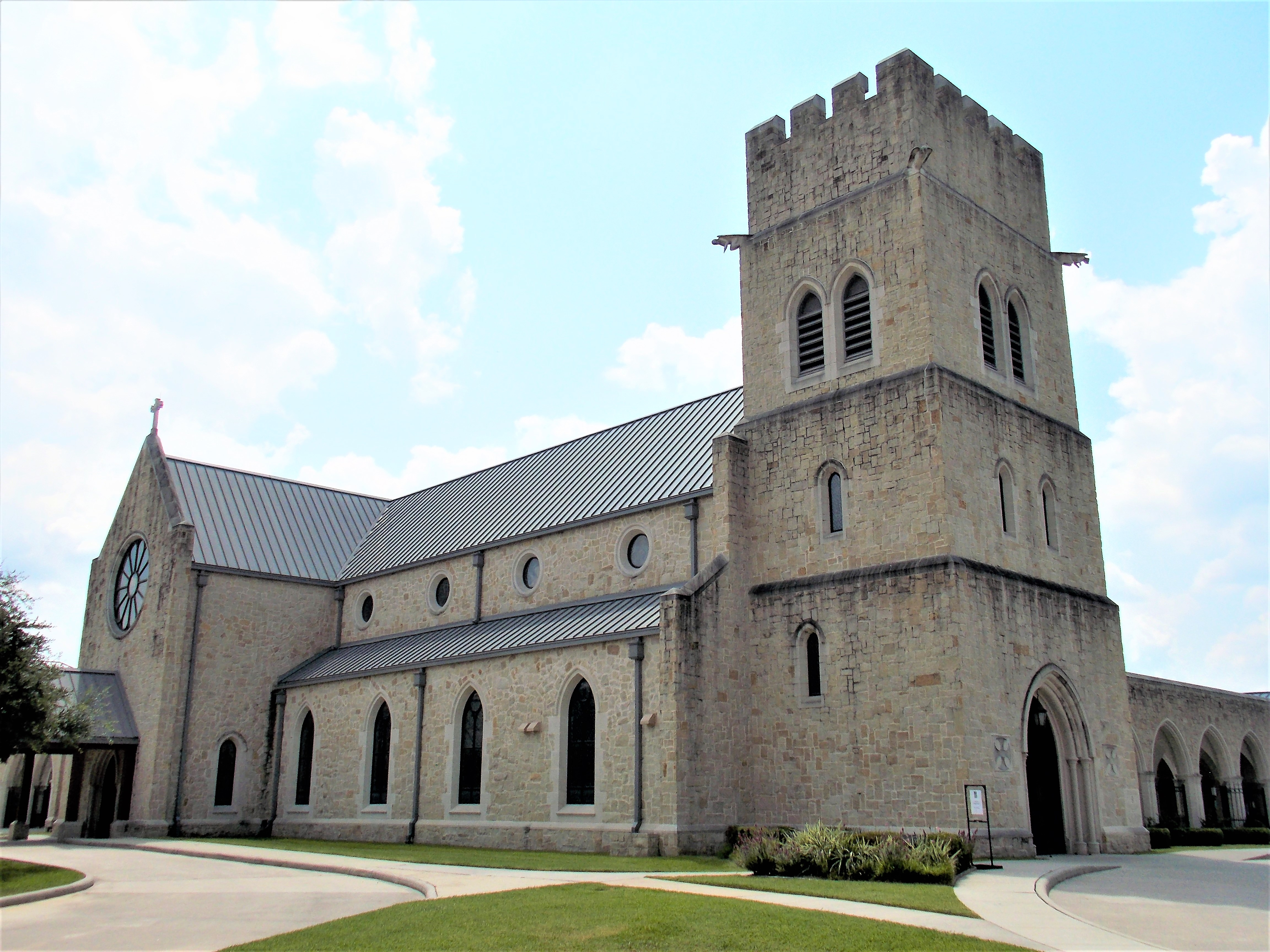
Catedral de Nossa Senhora de Walsingham em Houston

### Contexto
No início do século 21, vários bispos da Igreja da Inglaterra e os bispos da Comunhão Anglicana Tradicional (TAC), um corpo global "anglicano contínuo", abordaram independentemente o Vaticano em busca de algum tipo de reunião corporativa que preservasse sua autonomia e sua estrutura eclesial dentro da Igreja Católica. Muitos desses bispos estavam insatisfeitos com as mudanças na Igreja Anglicana, como a ordenação de padres femininos e LGBT e a consagração de casamentos entre pessoas do mesmo sexo.
Em resposta, o Papa Bento XVI promulgou a constituição apostólica Anglicanorum coetibus, permitindo a ereção de ordinariatos pessoais equivalentes a dioceses, em 4 de novembro de 2009.

### Formação
De acordo com o Anglicanorum coetibus, o Vaticano erigiu três ordinariatos nos três anos seguintes em países onde o interesse entre o clero e as comunidades anglicanas em potencial era mais forte:
- o Ordinariato Pessoal de Nossa Senhora de Walsingham na Inglaterra e País de Gales em 15 de janeiro de 2011
- o Ordinariato Pessoal da Cátedra de São Pedro no território da Conferência dos Bispos Católicos dos Estados Unidos em 1º de janeiro de 2012. Posteriormente, adquiriu comunidades extraterritoriais no Canadá.
- o Ordinariato Pessoal de Nossa Senhora do Cruzeiro do Sul no território da Conferência Australiana dos Bispos Católicos em 15 de junho de 2012

O decreto erigindo o Ordinariato Pessoal da Cátedra de São Pedro designou a Igreja de Nossa Senhora de Walsingham em Houston, Texas, como sua igreja principal, análoga à igreja catedral de uma diocese.

### Crescimento
Nas primeiras semanas após a ereção do ordinariato, mais de 100 clérigos anglicanos se inscreveram para serem padres católicos no ordinariato, e mais de 1.400 leigos aderiram. No primeiro ano de existência do ordinariato, o número de comunidades que aderiram ao ordinariato cresceu rapidamente para quase três dúzias. Em 2017, havia 43 paróquias e missões (canonicamente, "quase-paróquias" ) dentro do ordinariato.
Mount Calvary Parish em Baltimore votou para ingressar no ordinariato em 2010. Em dezembro de 2011, a paróquia fez um acordo judicial com a Diocese Episcopal de Maryland sobre a igreja e as propriedades associadas. Assim, em 21 de janeiro de 2012, a paróquia Mount Calvary foi acolhida como a primeira paróquia ordinariada da América do Norte.
Em 19 de abril de 2012, o arcebispo de Ottawa, Terrence Prendergast, recebeu 30 anglicanos na Igreja Católica. Entre eles estava Carl Reid, até então bispo da Igreja Católica Anglicana do Canadá (ACCC). Na mesma semana, na diocese de Victoria, na Colúmbia Britânica, outros 23 anglicanos, entre eles Peter Wilkinson, até então bispo diocesano da ACCC, foram recebidos na igreja católica. Esses recém-chegados formaram imediatamente comunidades do ordinariato.
Em 26 de junho de 2012, Randy Sly, ex-arcebispo da Igreja Episcopal Carismática, foi ordenado ao sacerdócio pelo bispo Paul Loverde em Potomac Falls, Virgínia. Em 16 de setembro de 2012, a Catedral da Encarnação, a catedral da Diocese do Leste dos Estados Unidos da Igreja Anglicana na América, foi recebida no ordinariato junto com seu bispo, Louis Campese.
Em 4 de fevereiro de 2015, o ordinariato inaugurou um novo prédio da chancelaria, em uma propriedade adjacente à sua igreja principal (que se tornaria sua catedral com a instalação de seu primeiro bispo em 2016), Nossa Senhora de Walsingham, em Houston.
Em 24 de novembro de 2015, o Papa Francisco nomeou Steven J. Lopes como o primeiro bispo do ordinariato pessoal. Foi anunciado que em 2 de fevereiro de 2016 ele sucederia ao primeiro ordinário do ordinariato, Jeffrey N. Steenson. Esta nomeação foi a primeira vez que um bispo foi nomeado para qualquer um dos três ordinariatos pessoais. Com a nomeação de um bispo para chefiar o ordinariato, a igreja principal foi elevada a catedral, a terceira em Houston.
Em 2017, o ordinariato introduziu a última das paróquias de Uso Anglicano originalmente erguidas sob as disposições da Provisão Pastoral de 1980 com o decreto, em 21 de março, do Vaticano de que "todas as paróquias da Provisão Pastoral devem ser incorporadas ao Ordinariato" Com este decreto, Nossa Senhora da Expiação de Santo Antonio – a primeira e também maior das paróquias da Provisão Pastoral – passou a ser paróquia do ordinariato, junto com seu clero. Nossa Senhora da Expiação também trouxe consigo a primeira escola católica K-12 do ordinariato, The Atonement Academy, com mais de quinhentos alunos matriculados. A outra paróquia remanescente da Provisão Pastoral, a Congregação de Santo Atanásio em Boston, também se juntou ao ordinariato de acordo com o decreto do Vaticano.
Em 2022, a Cathedral High School deu as boas-vindas à sua turma inaugural de calouros.

### Liturgia e Eucaristia
Após a ereção dos primeiros ordinariatos, o Vaticano estabeleceu a comissão Anglicanae Traditiones para preparar livros litúrgicos da tradição anglicana para seu uso, e também para uso das comunidades de ex-anglicanos que permanecem sob a jurisdição de suas dioceses locais. Esta comissão, sob a direção de Steven, publicou pela primeira vez Divine Worship: Occasional Services contendo ritos para batismos, casamentos e funerais, seguido de Divine Worship: The Missal contendo o rito da Missa para substituir os respectivos ritos no Book of Divine Worship. O missal do ordinariato entrou em vigor em 27 de novembro de 2015. foi o celebrante principal da primeira missa na igreja principal do ordinariato de acordo com o novo missal.
Em sua carta pastoral, "Come, Holy Ghost", lançada em 14 de fevereiro de 2020, revelou que o ordinariato se tornaria a 14ª jurisdição episcopal da Igreja Latina nos EUA a fazer a recepção da eucaristia normalmente após a confirmação. É um arranjo dos sacramentos frequentemente descrito como "ordem restaurada", com foco em envolver a família da criança na preparação sacramental. Ele disse que a norma no ordinariato será admitir uma criança à confirmação e à eucaristia "por volta da idade de discrição, [de acordo com a lei canônica] entre os 7 e 11 anos".
No final de 2020, o ordinariato publicou uma forma de Uso Anglicano da Liturgia das Horas, o Culto Divino: Ofício Diário: Edição Norte-Americana. Os Ordinariatos Pessoais de Nossa Senhora de Walsingham e Nossa Senhora do Cruzeiro do Sul publicaram sua própria versão no final de 2021, Divine Worship: Daily Office: Commonwealth Edition.

## Decanato de São João Batista
Em abril de 2012, Steenson aceitou a proposta de que todos os convertidos anglicanos canadenses fossem organizados como paróquias de um decanato do ordinariato. Em 7 de dezembro de 2012, o ordinariato erigiu formalmente o Decanato de São João Batista para as paróquias canadenses. Steenson nomeou Kenyon como seu primeiro reitor, com a aprovação do Vaticano e o apoio da Conferência Canadense de Bispos Católicos.
Em 8 de dezembro de 2012, Peter Wilkinson, ex-bispo metropolitano do Canadá da (ACCC), foi ordenado sacerdote católico pelo bispo Richard Gagnon na Catedral de St. Andrew em Victoria. Wilkinson foi posteriormente nomeado prelado de honra pelo Papa Bento XVI. Em 26 de janeiro de 2013, Carl Reid, ex-bispo da ACCC, foi ordenado pelo arcebispo Terrence Prendergast na Basílica da Catedral de Notre-Dame em Ottawa.

## Ordinários

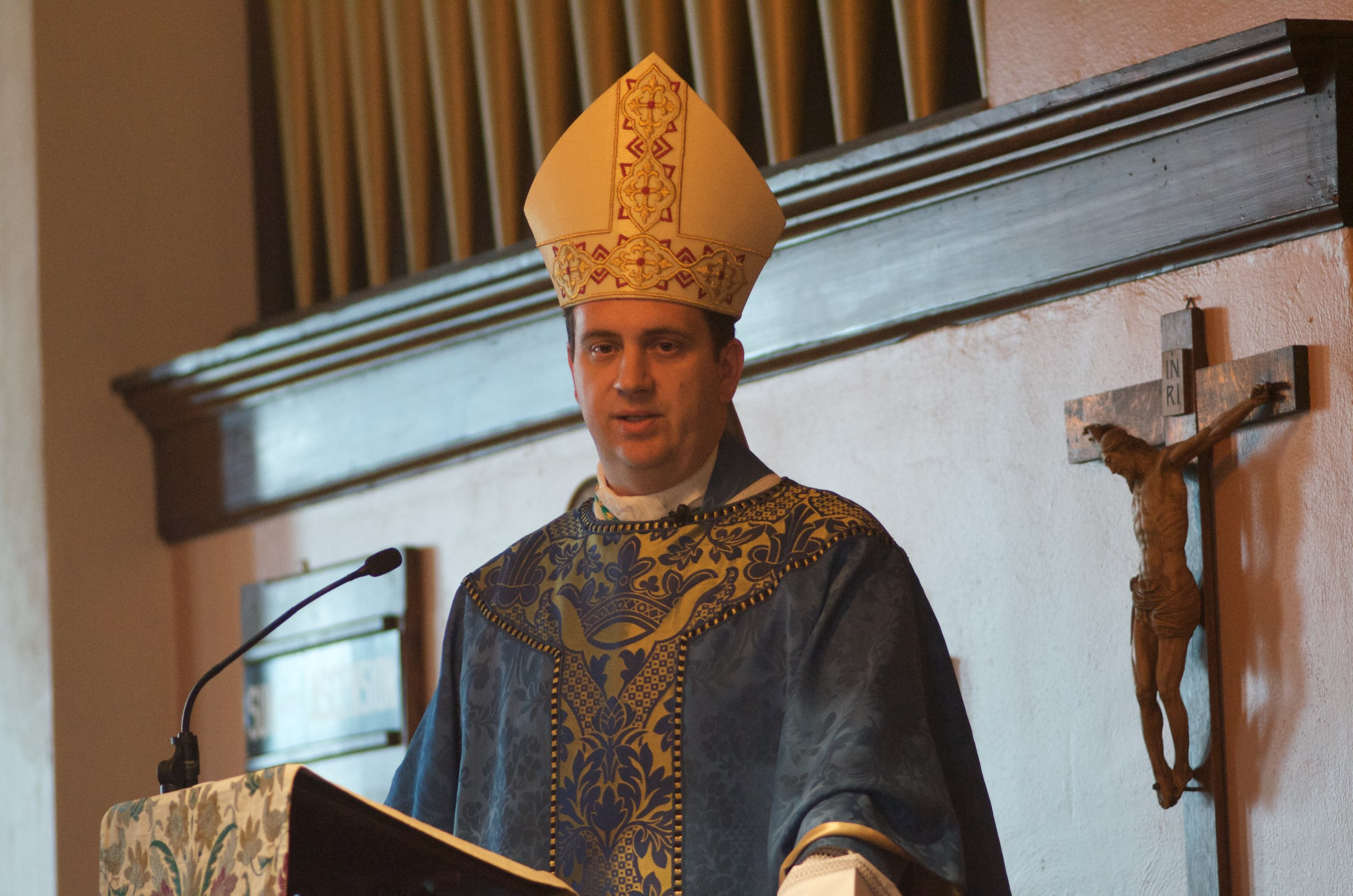
Bispo Steven J. Lopes

- Jeffrey N. Steenson - um ex-bispo episcopal casado que ingressou na Igreja Católica em 2007, tornando-se padre católico em 2009. Ele desenvolveu o programa de educação e treinamento para padres anglicanos que desejam ingressar na Igreja Católica.[16]
  - Ordinário (12 de fevereiro de 2012[11] - 24 de novembro de 2015) [12]
  - Administrador (24 de novembro de 2015[12] - 2 de fevereiro de 2016) [2]
- Steven J. Lopes, Bispo (2 de fevereiro de 2016 - presente) [2]